# 1100 Arnica
1100 Arnica је астероид главног астероидног појаса са средњом удаљеношћу од Сунца која износи 2,899 астрономских јединица (АЈ).
Апсолутна магнитуда астероида је 11,0 а геометријски албедо 0,141.